# سنگ خورشید
سنگ خورشید گونه‌ای فلدسپات پلاژیوکلاز است که هنگامی که از برخی سوی‌ها به‌آن نگریسته شود نمودی درخشان دارد.
این ویژگی باعث شده تا از آن در جواهرسازی بهره بگیرند.
سنگ خورشید در جنوب نروژ و در برخی جای‌ها در ایالات متحده یافت می‌شود. این سنگ، سنگ قیمتی رسمی ایالت اورگن آمریکا است.